# Kfar NaOranim
Kfar NaOranim (hebreiska: כפר האורנים) är en judisk bosättning på  Västbanken. Den ligger i den nordöstra delen av landet. Kfar NaOranim ligger 260 meter över havet och antalet invånare är 2 509.
Terrängen runt Kfar NaOranim är kuperad österut, men västerut är den platt. Terrängen runt Kfar NaOranim sluttar brant västerut. Runt Kfar NaOranim är det tätbefolkat, med 411 invånare per kvadratkilometer. Närmaste större samhälle är Modi'in Illit, 1,5 km nordost om Kfar NaOranim. Trakten runt Kfar NaOranim består till största delen av jordbruksmark.